# Redefine the Enemy!: Rarities and B-Sides Compilation 1992–1999
Redefine the Enemy!: Rarities and B-Sides Compilation 1992–1999 – album kompilacyjny niemieckiego zespołu digital hardcore Atari Teenage Riot, wydany 26 listopada 2002 roku przez Digital Hardcore Recordings. Zawiera rzadkie utwory b-side, koncertowe i remiksy, nagrane w przeciągu lat 1992-1999. Krótkie dwa utwory "noise" z Too Dead for Me E.P. zostały dodane na płytę, lecz nie na listę utworów.

## Lista utworów
1. "No Remorse" (na żywo w Nowym Jorku 99) / noise #1 – 5:37
2. "Revolution Action" (na żywo w San Francisco 99) / noise #3 – 4:44
3. "Paranoid" (7” Remix) – 3:06
4. "Sick to Death" (Remix) – 5:55
5. "Deutschland (Has Gotta Die!)" (Remix) – 2:50
6. "You Can't Hold Us Back" (Instrumental) – 3:58
7. "Death of a President D.I.Y.!" (Accapella) – 0:27
8. "We've Got the Fucking Power" – 4:42
9. "Not Your Business" (Radio Version 95) – 2:30
10. "No Success" (Digital Hardcore Remix) – 4:18
11. "Midijunkies" (Remix) – 6:19
12. "Waves of Disaster" (Instrumental) – 5:08
13. "Waves of Disaster" (A Capella 97) – 4:19
14. "Redefine the Enemy" – 3:53
15. "Destroy 2000 Years of Culture" (Remix) – 4:22
16. "Sex" (Original 12” Version 93) – 14:25